# Kuyulutatlar, Derinkuyu
Kuyulutatlar là một xã thuộc huyện Derinkuyu, tỉnh Nevşehir, Thổ Nhĩ Kỳ. Dân số thời điểm năm 2011 là 1.315 người.